# Roman Minaev
Roman Ėduardovič Minaev (in russo Роман Эдуардович Минаев?; Kursk, 24 dicembre 1997) è un calciatore russo, attaccante del Volga Ul'janovsk.

## Caratteristiche tecniche
È un centravanti.

## Carriera
Cresciuto nel settore giovanile dell'Avangard Kursk, ha esordito in prima squadra il 20 luglio 2016 in occasione dell'incontro di terza divisione vinto 2-0 contro l'Energomaš. Nel febbraio del 2020 è stato acquistato dall'Arsenal Tula, militante in Prem'er-Liga.

## Statistiche
Statistiche aggiornate al 28 novembre 2020.

### Presenze e reti nei club
| Stagione              | Squadra               | Campionato            | Campionato | Campionato | Coppe nazionali | Coppe nazionali | Coppe nazionali | Coppe continentali | Coppe continentali | Coppe continentali | Altre coppe | Altre coppe | Altre coppe | Totale | Totale | Totale |
| Stagione              | Squadra               | Comp                  | Pres       | Reti       | Comp            | Pres            | Reti            | Comp               | Pres               | Reti               | Comp        | Pres        | Reti        | Pres   | Reti   |        |
| --------------------- | --------------------- | --------------------- | ---------- | ---------- | --------------- | --------------- | --------------- | ------------------ | ------------------ | ------------------ | ----------- | ----------- | ----------- | ------ | ------ | ------ |
| 2016-2017             | Avangard Kursk        | 2D                    | 20         | 1          | CR              | 1               | 0               |                    | -                  | -                  |             | -           | -           | 21     | 1      |        |
| 2017-2018             | Avangard Kursk        | 1D                    | 14         | 2          | CR              | 0               | 0               |                    | -                  | -                  |             | -           | -           | 14     | 2      |        |
| 2018-2019             | Avangard Kursk        | 1D                    | 20         | 4          | CR              | 1               | 0               |                    | -                  | -                  |             | -           | -           | 21     | 4      |        |
| 2019-gen. 2020        | Avangard Kursk        | 1D                    | 25         | 6          | CR              | 1               | 0               |                    | -                  | -                  |             | -           | -           | 26     | 6      |        |
| Totale Avangard Kursk | Totale Avangard Kursk | Totale Avangard Kursk | 79         | 13         |                 | 3               | 0               |                    | -                  | -                  |             | -           | -           | 82     | 13     |        |
| gen.-lug. 2020        | Arsenal Tula          | PL                    | 3          | 0          | CR              | 0               | 0               |                    | -                  | -                  |             | -           | -           | 3      | 0      |        |
| 2020-2021             | Arsenal Tula          | PL                    | 4          | 0          | CR              | 2               | 0               |                    | -                  | -                  |             | -           | -           | 6      | 0      |        |
| Totale carriera       | Totale carriera       | Totale carriera       | 86         | 13         |                 | 5               | 0               |                    | -                  | -                  |             | -           | -           | 91     | 13     |        |

## Palmarès
- Pervenstvo Professional'noj Futbol'noj Ligi: 1

Avangard Kursk: 2016-2017